# Nellie Fox
Jacob Nelson Fox (ur. 25 grudnia 1927, zm. 1 grudnia 1975) – amerykański baseballista, który występował na pozycji drugobazowego przez 19 sezonów w Major League Baseball.
Fox podpisał kontrakt jako wolny agent w 1944 z Philadelphia Athletics, w którym zadebiutował 8 czerwca 1947 w meczu przeciwko Cleveland Indians jako pinch hitter. W październiku 1949 w ramach wymiany zawodników przeszedł do Chicago White Sox.
W 1951 po raz pierwszy wystąpił w Meczu Gwiazd, zaś rok później zaliczył najwięcej w American League uderzeń (192); w późniejszym okresie zwyciężał w tej klasyfikacji trzykrotnie – w 1954, 1957 i 1958 roku. W sezonie 1959 przy średniej uderzeń 0,306 (3. wynik w lidze), zaliczając 191 uderzeń (2. wynik w lidze) i 34 double (2. wynik w lidze), został wybrany najbardziej wartościowym zawodnikiem. W tym samym roku White Sox po uzyskaniu bilansu zwycięstw i porażek 94–60 i zajęciu 1. miejsca w American League po raz pierwszy od 1919, uzyskali awans do World Series, w których przegrali z Los Angeles Dodgers 2–4. Karierę zawodniczą zakończył w 1965 roku będąc zawodnikiem Houston Astros.
W późniejszym okresie był między innymi trenerem pałkarzy w Washington Senators/Texas Rangers. Zmarł na chłoniaka 1 grudnia 1975 w wieku 47 lat. W 1997 został wybrany do Galerii Sław Baseballu.
| Nagroda/wyróżnienie             | Lata                                                                                          | Źródło |
| MVP American League             | 1959                                                                                          | [ 4 ]  |
| 15× All-Star                    | 1951, 1952, 1953, 1954, 1955, 1956, 1957, 1958 1959¹, 1959², 1960¹, 1960², 1961¹, 1961², 1963 | [ 2 ]  |
| 3× Gold Glove Award             | 1957, 1959, 1960                                                                              | [ 9 ]  |
| Baseball Hall of Fame           | od 1997                                                                                       | [ 8 ]  |
| # 2 zastrzeżony przez White Sox | 1976                                                                                          | [ 10 ] |